# 阿比留照太
阿比留 照太 (あびる しょうた、2008年8月4日 - ）は、日本の男性子役、モデル。
兵庫県神戸市出身。
SOS MODEL AGENCY所属。

## 出演

### テレビ番組
- 天才てれびくんhello,（2020年4月6日 - 2023年3月29日、NHK Eテレ） - てれび戦士

### 映画
- 葬式の名人（2019年） - 渡辺あきお 役